# Comitatul Lancaster, Pennsylvania
Comitatul Lancaster (în engleză Lancaster County) este un comitat din statul Pennsylvania, Statele Unite ale Americii.

## Demografie

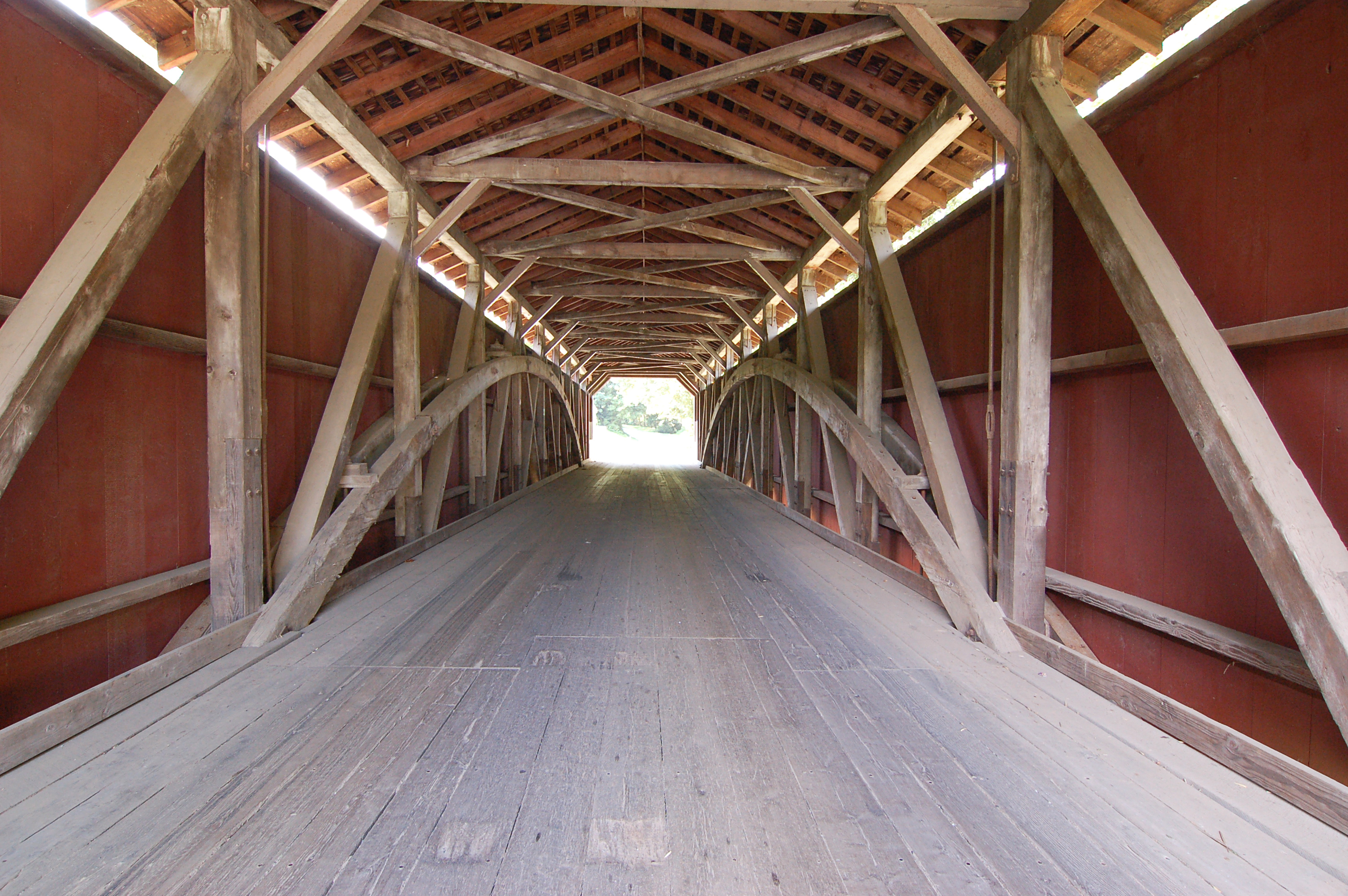
Podul Baumgardener din Comitatul Lancaster, Pennsylvania, vedere interioară

|  | Graficele sunt indisponibile din cauza unor probleme tehnice. Mai multe informații se găsesc la Phabricator și la wiki-ul MediaWiki. |

Date: Wikidata - grafică realizată de Wikipedia